# フリオ・ヒメネス
フリオ・ヒメネス（Julio Jiménez、1934年10月28日 - 2022年6月8日）は、スペイン、アビラ出身の元自転車競技（ロードレース）選手。
ツール・ド・フランスとブエルタ・ア・エスパーニャで3回ずつ山岳賞を獲得した。1960年代を代表するクライマーである。

## 来歴
1960年
- グラン・プレミオ・デ・リョディオ 優勝

1962年
- ドーフィネ・リベレ 区間1勝(第4)
- カタルーニャ一周 区間1勝(第5)
- スペイン選手権・ヒルクライム 優勝

1963年
- ブエルタ・ア・エスパーニャ 山岳賞

1964年
- スペイン選手権 プロ・ロードレース 優勝
- ブエルタ・ア・エスパーニャ 山岳賞、区間2勝(第5、14)、総合5位
- ツール・ド・フランス 区間2勝(第13、20)、総合7位

1965年
- ツール・ド・フランス 山岳賞、区間2勝(第9、17)
- ブエルタ・ア・エスパーニャ 山岳賞、区間1勝(第10b)
- スペイン選手権 ヒルクライム 優勝

1966年
- ジロ・デ・イタリア 区間2勝(第2、15)、総合4位
- ツール・ド・フランス 山岳賞、区間1勝(第16)

1967年
- ツール・ド・ルクセンブルク 区間1勝(第3)
- ツール・ド・フランス 山岳賞、総合2位

1968年
- ジロ・デ・イタリア 区間2勝(第9、18)、総合10位